# Saulx
Saulx – miejscowość i gmina we Francji, w regionie Burgundia-Franche-Comté, w departamencie Górna Saona.
Według danych na rok 1990 gminę zamieszkiwało 686 osób, a gęstość zaludnienia wynosiła 45 osób/km² (wśród 1786 gmin Franche-Comté Saulx plasuje się na 239. miejscu pod względem liczby ludności, natomiast pod względem powierzchni na miejscu 200.).